# Julius Griese
Julius Griese (* vor 1879 in Colberg, Provinz Pommern; † nach 1879) war ein deutscher Erfinder.
Er war der Erfinder eines am 7. Dezember 1879 im damaligen Kaiserlichen Patentamt angemeldeten und mit Muskelkraft betriebenen hubschrauberähnlichen Flugapparates im gegenläufigen Koaxialprinzip, der als Vorläufer des Focke-Konzepts aus den 1930er Jahren gesehen werden kann. Das Patent wurde am 21. September 1880 unter No. 10842 in der Klasse 77, Sport ausgegeben. Es gilt als erstes deutsches Patent eines hubschrauberähnlichen Flugapparates.
Ein Maßstabsmodell befindet sich im Hubschraubermuseum Bückeburg.